# La Tour-sur-Orb
La Tour-sur-Orb este o comună în departamentul Hérault din sudul Franței. În 2009 avea o populație de 1.199 de locuitori.

## Evoluția populației
| An        | 1975 | 1982  | 1990  | 1999  | 2006  | 2009  |
| --------- | ---- | ----- | ----- | ----- | ----- | ----- |
| Populație | 812  | 1.031 | 1.039 | 1.050 | 1.152 | 1.199 |